# قائمة أنواع الزقين
يوجد عدة أنواع من جنس الزقين:	
- زقين ثنائي اللون (الاسم العلمي: Diascia bicolor)
- زقين كبسولي (الاسم العلمي: Diascia capsularis)
- زقين قلبي الأوراق (الاسم العلمي: Diascia cordata)
- زقين إسفيني (الاسم العلمي: Diascia cuneata)
- زقين مضلل (الاسم العلمي: Diascia decipiens)
- زقين منتشر (الاسم العلمي: Diascia diffusa)
- زقين مقطع الأوراق (الاسم العلمي: Diascia dissecta)
- زقين متخفي (الاسم العلمي: Diascia dissimulans)
- زقين متطاول (الاسم العلمي: Diascia elongata)
- زقين عطري (الاسم العلمي: Diascia fragrans)
- زقين غدي (الاسم العلمي: Diascia glandulosa)
- زقين نحيل (الاسم العلمي: Diascia gracilis)
- زقين قصير (الاسم العلمي: Diascia humilis)
- زقين مميز (الاسم العلمي: Diascia insignis)
- زقين طويل القرن (الاسم العلمي: Diascia longicornis)
- زقين كبير الورق (الاسم العلمي: Diascia macrophylla)
- زقين مبقع (الاسم العلمي: Diascia maculata)
- زقين دقيق الأزهار (الاسم العلمي: Diascia minutiflora)
- زقين لين (الاسم العلمي: Diascia mollis)
- زقين قزم (الاسم العلمي: Diascia nana)
- زقين عقدي (الاسم العلمي: Diascia nodosa)
- زقين منحني (الاسم العلمي: Diascia nutans)
- زقين غليظ الحبوب (الاسم العلمي: Diascia pachyceras)
- زقين صغير الأزهار (الاسم العلمي: Diascia parviflora)
- زقين منفتح (الاسم العلمي: Diascia patens)
- زقين أرجوانية (الاسم العلمي: Diascia purpurea)
- زقين متفرع (الاسم العلمي: Diascia ramosa)
- زقين متصلب (الاسم العلمي: Diascia rigescens)
- زقين سنبلاني (الاسم العلمي: Diascia stachyoides)
- زقين منتصب (الاسم العلمي: Diascia stricta)
- زقين شفوي (الاسم العلمي: Diascia unilabiata)
- زقين حارس (الاسم العلمي: Diascia vigilis)